# STPマーケティング
STPマーケティングとは、効果的に市場を開拓するためのマーケティング手法の事。マーケティングの目的である、自社が誰に対してどのような価値を提供するのかを明確にするための要素、「セグメンテーション」「ターゲティング」「ポジショニング」の3つの頭文字をとっている。フィリップ・コトラーの提唱した、マーケティングの代表的な手法の一つ。
セグメンテーション（segmentation、セグメント化）
市場における顧客のニーズごとにグループ化する、市場をセグメントする。様々な角度から市場調査し、ユーザ層、購買層といった形であぶり出し、明確化していく。簡単に言うと切り口という意味。マーケットセグメンテーションも参照。
ターゲティング（targeting、ターゲット選定）
セグメント化した結果、競争優位を得られる可能性が高い、自社の参入すべき市場セグメントを選定する。選定には、複数のセグメンテーション軸を組み合わせて行なうことが一般的である。その際には、ターゲットの経済的価値（市場規模、成長性）やニーズを分析することが重要である。
ポジショニング（positioning）
顧客に対するベネフィット（利益）を検討する。自らのポジションを確立する。そのためには、顧客のニーズを満たし、機能やコスト面での独自性が受け入れられるかがポイントとなる。
STPマーケティングにより戦略の基本的方向性が定まると、次にはマーケティングミックス#4P: マッカーシーの4Pにより実際の各個別戦略が策定される。